# Immoble a la plaça Doctor Rovira, 16
L'Immoble a la plaça Doctor Rovira, 16 és una obra de Breda (Selva) protegida com a Bé Cultural d'Interès Local.

## Descripció
Edificació de planta baixa i un pis amb coberta a dues aigües de teula àrab amb carener paral·lel a la façana principal. A la planta baixa hi ha la porta d'entrada amb un arc rebaixat adovellat i carreus de grans dimensions als brancals. Tant els carreus com les dovelles estan ben escairats. Sobre la porta d'entrada, al pis superior, hi ha una finestra. La façana està rematada per una cornisa dentada.